# F-espaço
Em matemática, uma espaço vetorial topológico é dito um F-espaço se sua topologia é induzida por uma métrica invariante completa.
Uma métrica {\displaystyle d\,} em um espaço linear {\displaystyle X\,} é dita invariante se:
{\displaystyle d(x+z,y+z)=d(x,y),~~~\forall x,y,z\in X\,}
Todo espaço de Banach é um F-espaço.